# Чуйко Олексій Олексійович
Олексій Олексійович Чуйко (28 серпня 1930, Казьмінське, Кочубеївський район, Ставропольський край — 16 січня 2006, Київ) — український науковець у галузі хімії, фізики та технології поверхні. Доктор хімічних наук, професор. Академік НАН України (1988), академік академій технологічних наук України та Росії, академік Міжнародної академії технологічних наук. Президент Українського хімічного товариства імені Д. Менделєєва, директор Інституту хімії поверхні НАН України.
Заслужений діяч науки і техніки України, лауреат Державних премій СРСР та України. Лауреат премій НАН України імені Л. В. Писаржевського та імені О. І. Бродського.

## Біографія
Народився 28 серпня 1930 року в селі Казьмінське на Ставропіллі. Після закінчення школи навчався у залізничному училищі, індустріальному і гірничо-металургійному технікумах в місті Орджонікідзе Північно-Осетинської АРСР. У 1950—1953 роках проходив службу в танкових військах Радянської Армії.
У 1953 році Олексій Чуйко став студентом хімічного факультету Київського державного університету імені Т. Г. Шевченка. Його вчителями були радянські хіміки І. М. Францевич, Ю. К. Делімарський, А. І. Кіпріанов, А. К. Бабко, А. В. Думанський, А. Т. Пилипенко, Ф. С. Бабичев, В. Н. Єременко.
Після закінчення університету навчався в аспірантурі Інституту фізичної хімії імені Л. Писаржевського (ІФХ) АН УРСР, де паралельно з фундаментальними дослідженнями наполегливо працював над створенням нових органо-кремнеземних матеріалів.
У 1973 році організував у складі ІФХ АН УРСР і очолив перший на території СРСР відділ хімії поверхні. У 1986 році в Києві був створений перший в Радянському Союзі Інститут хімії поверхні АН УРСР, директором якого став О. О. Чуйко.
З 2001 року Олексій Олексійович очолював Українське хімічне товариство імені Д. І. Менделєєва.

Могила Олексія Чуйка

Жив у Києві. Помер у 75-річному віці 16 січня 2006 року. Похований на Байковому кладовищі (ділянка № 49б, 50°25′3.22″ пн. ш. 30°30′2.61″ сх. д. / 50.4175611° пн. ш. 30.5007250° сх. д.).

## Наукова діяльність
Олексій Чуйко — засновник української школи хімії, фізики і творець технології поверхні високодисперсних оксидів, відомих далеко за межами України. Його учні працюють у багатьох наукових та освітніх центрах України та за її межами. Серед них 30 докторів і понад 100 кандидатів хімічних, фізико-математичних і технічних наук. Він автор понад 1000 наукових праць, у тому числі семи монографій. Наукові роботи О. О. Чуйко отримали широке визнання наукової громадськості, як в нашій країні, так і за її межами.
О. О. Чуйко розробив і обґрунтував теоретичні основи сучасної хімії поверхні ультрадисперсних твердих тіл, які стали фундаментом для синтезу нових типів функціональних матеріалів. Він заснував новий напрямок у фармакології — створення нових високоефективних лікарських препаратів пролонгованої і синергетичної дії. Майже всі його наукові напрацювання завершувалися промисловим виробництвом. Він був засновником і організатором кількох дослідно-експериментальних заводів, що знаходяться у підпорядкуванні НАН України. Велику увагу вчений приділяв підготовці і вихованню молодих наукових кадрів. Лауреат Державної премії УРСР у галузі науки і техніки, лауреат премії НАН України імені Л. Писаржевського.
У відділі хімії поверхні ІФХ АН УРСР проводились систематичні дослідження хімічних процесів на поверхні високодисперсних неорганічних оксидів. Під керівництвом О. Чуйко розроблені ефективні методи комп'ютерного моделювання поверхні твердого тіла, квантово-хімічного аналізу будови адсорбційних комплексів та поверхневих складів, вивчення термодинаміки елементарних актів міжфазних взаємодій.
О. О. Чуйко особисто керував роботами з хімічної дезактивації території Чорнобильської АЕС та прилеглих районів. Очолював наукову раду «Хімія і технологія модифікування поверхні» НАН України.
В останні роки життя весь свій творчий потенціал та енергію спрямував на створення нового наукового напряму — медичної хімії нанодисперсних систем, що надало потужний імпульс українській фармакології, сприяло створенню лікарських препаратів направленої терапевтичної дії.